# Stedelijke Basisschool 1 Roeselare
De Stedelijke Basisschool De Brug, voorheen "Stedelijke Basisschool 1" is een basisschool in de Belgische stad Roeselare. De school ligt aan de Brugsesteenweg 75 en verschaft zowel kleuter- als lager onderwijs.

## Geschiedenis

### Schoolstraat
Door de groei van de stad werd de stadsjongenschool in de Leenstraat te klein. Buiten de meer centraal gelegen Sint-Michielsschool en de Vrije (betalende) School van Coussens aan het De Coninckplein, werd in het meer noordelijke stadsdeel nauwelijks onderwijsmogelijkheden geboden. Heel wat jongens, vooral uit de arbeidersbuurten, brachten hun tijd door op straat. Tussen 1893 en 1895 werd de eerste vestiging van de Stedelijke Basisschool 1, beter bekend als de "Brugge-steenweg", gebouwd op de hoek van de Brugsesteenweg en de Hugo Verrieststraat, voorheen de Schoolstraat geheten. Daar bevindt zich thans het postgebouw.
Hoe de school er destijds uitzag, kon men aan de hand van de bewaarde bouwplannen reconstrueren. De Schoolstraat bestond daarvoor niet, maar werd pas bij het bouwen van de nieuwe school aangelegd.
Op 1 mei 1895 opende de eerste directeur, Henri Dewanckel, de schoolpoort voor 251 jongens en 3 hulponderwijzers. Elke onderwijzer had zo'n 60 tot 65 leerlingen per klas. Een maand later was het inschakelen van een vierde hulponderwijzer al een noodzaak.
Het gebouw was gemetseld met "mecanieklijk gevormde, rooskleurige stenen". Langs de nieuw geopende Schoolstraat lagen aanvankelijk zes klassen. Dit was niet genoeg, want door de gestage groei van het leerlingenaantal werden er tussen 1907 en 1908 nog twee klassen aangebouwd. De zijgevel, uitkijkend op de Brugsesteenweg, was bekroond met een klokkentorentje voorzien van een schoolklokje.
De constructie had een groot nadeel: de klassen paalden aan de straat. Aanvankelijk vormde dit geen probleem, maar nadat de Schoolstraat met kasseien werd geplaveid, zorgden de karrenwielen en de paardenhoeven voor heel wat hinder. De talrijke beschietingen tijdens de Eerste Wereldoorlog verwoestten het hele gebouw; enkel de muren bleven nog overeind. Vensters, deuren en klasmeubilair werden als brandhout meegesleurd. Ook het archief, waaronder de laureatenlijsten, ging hierbij verloren. Het Ministerie van Landsverdediging bleek wel geïnteresseerd in de aankoop van de verwoeste stadsschool.
Zo kwam op die plaats de kazerne, die eveneens na vele decennia onder de sloophamer terechtkwam, om plaats te maken voor het huidige postgebouw. Er moest dus een nieuwe school worden gebouwd. Als noodoplossing werd op de huidige speelplaats een grote barak met 10 klassen neergezet. Ondertussen werd aan de thans nog bestaande constructie gewerkt, eveneens met 10 klaslokalen.

### Brugsesteenweg
De bouw van de nieuwe school begon in 1921, naar een ontwerp van de toenmalige stadsbouwmeester René Doom. Het geheel kon voor die periode vooruitstrevend genoemd worden. Het toenmalig stadsbestuur omschreef het project als volgt:
"Mr. René Doom, onze bekwame stadsbouwmeester, heeft het plan op een heel moderne voet opgevat, voldoende in alle opzichten aan de gezondheidsvoorschriften, de esthetiek, de verlichting door de zon, met grote binnenspeelplaats, twee gemakkelijk trappen naar het verdiep en klederplaatsen die op iedere klas uitgeven.
Een kamer is voorzien voor het medisch onderzoek. Alles wordt gebouwd in zichtbare bouwmaterialen in liefelijke tinten en de gewelven in gewapend beton.
Al de lokalen zijn georiënteerd volgens de modernste begrippen. Tevens een ruimte en welbeplante speelplaats, zullen ook hovingen aangelegd worden voor botanieke lessen."
Op 17 september 1923 werd de nieuwe school geopend. Later volgden nog diverse verbouwingen en moderniseringswerken.
Eind het schooljaar 2016-2017 werd onder het bestuur van directeur Koen Dierynck de naam "Stedelijke Basisschool 1", omgedoopt tot "Stedelijke Basisschool De Brug". Dit vormt een knipoog naar de Brugsesteenweg, waarlangs de school mede gelegen is, en een verwijzing naar een opstap van ontwikkeling, vorming, groeien en verbondenheid.